# Jesuz Ribeiro
Jesuz Ribeiro (Presidente Epitácio, Estado de São Paulo, Brasil, 2 de mayo de 1943), más conocido como Jesuz o Jesús, es un exfutbolista brasileño que se desempeñaba como delantero. 

## Clubes
| Club               | País    | Año         |
| ------------------ | ------- | ----------- |
| A.A. Epitaciana    | Brasil  | 1958 - 1963 |
| Prudentina         | Brasil  | 1963 - 1964 |
| A.A. Francana      | Brasil  | 1964        |
| Fernandópolis F.C. | Brasil  | 1965 - 1969 |
| E.C. Corinthians   | Brasil  | 1969        |
| Oriente Petrolero  | Bolivia | 1970 - 1975 |
| Beira Rio E.C.     | Brasil  | 1975 - 1981 |

## Palmarés

### Campeonatos nacionales
| Título                      | Club              | País    | Año  |
| --------------------------- | ----------------- | ------- | ---- |
| Primera División de Bolivia | Oriente Petrolero | Bolivia | 1971 |